# طريق إ 66 (الإمارات العربية المتحدة)
إ 66 هو طريق في الإمارات العربية المتحدة، يربط مدينة دبي بمدينة العين بالمنطقة الشرقية لإمارة أبوظبي، يمتد طريق إ 66 بشكل متعامد تقريبًا مع طريق إ 11 (شارع الشيخ زايد) و إ 311 (طريق شارع الشيخ محمد بن زايد). بدءًا من منطقة عود ميثاء، يتجه طريق إ 11 جنوبًا نحو الداخل. ويسمى الطريق باسم "طريق دبي - العين"، بعد تقاطعه مع طريق الإمارات جنوب مدينة دبي، و"طريق طحنون بن محمد آل نهيان "، نسبة إلى شيخ طحنون ممثل الحاكم في المنطقة الشرقية لإمارة أبو ظبي.

## الوصف
يمر الطريق عبر بلدتي الفقع (المشتركتين بين إمارة أبوظبي ودبي) والهاير، ويتصل بالمدام في إمارة الشارقة عبر الشويب. وبمجرد الوصول إلى مدينة العين التي تشترك في الحدود مع عمان، يتحول الطريق إلى شارع الإمارات وبعد ذلك طريق بني ياس.

### المخارج
| رقم الخروج | وصف                                                     |
| 1          | إ 11 (شارع الشيخ زايد)                                  |
| 6          | إ 44 (طريق رأس الخور)                                   |
| 9          | مضمار ند الشبا لسباق الخيل                              |
| 14         | إ 311 (شارع الشيخ محمد بن زايد)                         |
| 16         | مدينة دبي الأكاديمية العالمية / طريق المدينة الأكاديمية |
| 18         | إ 611 (طريق الإمارات)                                   |
| 26         | ام النهد                                                |
| 29         | إ 77 (إلى جبل علي وأبو ظبي)                             |
| 30         | إ 77 (إلى حتا وعمان)                                    |
| 37         | الليسيلي                                                |
| 47         | محمية مرغم وصحراء دبي                                   |
| 50         | المرقب ومحمية صحراء دبي                                 |
| 50         | المرقب ومحمية صحراء دبي                                 |
| —          | الشويب والفجيرة والمدن الشرقية                          |
| —          | الهير، السويحان                                         |
| —          | الكراعة، بدعة بن أحمد                                   |
| —          | العين للألبان                                           |
| —          | الفوعة، مدينة العين                                     |

## تاريخ
وفي عام 2010، قامت السلطات في إمارة أبو ظبي بتجديد الطريق على مرحلتين. وتضمنت المرحلة الأولى 3 مسارات في كل اتجاه، وامتدت إلى 23 كـم (14 ميل) من الطوية إلى المساكن. أما المرحلة الثانية، فاحتوت على 4 مسارات في كل اتجاه، وامتدت إلى 42 كـم (26 ميل) مساراً من المساكن إلى الفقع. وفي نوفمبر 2018، وبتوجيهات من الشيخ محمد بن زايد آل نهيان، تمت إعادة تسمية الطريق باسم الشيخ طحنون. في عام 2022، نفذت السلطات مشروعًا بقيمة 544.9 مليون دولار. أو 2 مليار درهم إماراتي. لفك الاختناقات المرورية في دبي. تمتد 17 كـم (11 ميل) من التقاطع مع طريق رأس الخور إلى التقاطع مع طريق الإمارات، وتوسيع الطريق السريع من 3 مسارات على كل جانب إلى 6 مسارات على كل جانب، أو 12 مساراً إجمالاً، وإنشاء 6 تقاطعات رئيسية. تمتد التقاطعات لـ 11.5 كـم (7.1 ميل)، ولها منحدرات وجسور. وافتتح هذا الجزء من الطريق السريع من قبل الشيخ حمدان بن محمد آل مكتوم يوم الأحد 29 مايو.